# Gadopentetat dimeglumin
Gadopentetat dimeglumin je kompleks gadolinijuma sa helirajućim agensom, dietilentriamin penta-acetatnom kiselinom (DTPA), koji se koristi za pojačavanje slike kranijalnih i kičmenih MRI snimaka.

## Spoljašnje veze
|  | Molimo Vas, obratite pažnju na važno upozorenje u vezi sa temama iz oblasti medicine (zdravlja). |